# Bioleaching
Bioleaching (deutsch wörtlich: Biolaugung, genauer: mikrobielle Erzlaugung, selten Biomining) bezeichnet die Gewinnung von Schwer- und Edelmetallen aus ihren Erzen oder auch Reststoffströmen durch chemische Umwandlung von unlöslichen Erzmineralen zu wasserlöslichen Salzen durch Mikroorganismen. Dadurch können die Metalle aus dem Erz herausgelöst werden.
Das Bioleaching bildet ein Teilgebiet der Biohydrometallurgie, der Metallgewinnung durch biologisch-nasschemische Prozesse, bei der hauptsächlich Kupfer, Zink, Cobalt, Nickel, Gold und Uran gewonnen werden. Wichtigste Vertreter laugungsaktiver Mikroorganismen sind Bakterien und Archaeen, die Sulfide und elementaren Schwefel zu Sulfaten und teilweise auch zweiwertiges zu dreiwertigem Eisen oxidieren. Unter den Bakterien sind das vor allem die Schwefelbakterien Acidithiobacillus ferrooxidans (Sulfid-, Schwefel- und Eisen-oxidierend) und Acidithiobacillus thiooxidans (Sulfid- und Schwefel-oxidierend).

## Geschichte
Vermutlich wurde schon vor etwa 3000 Jahren im Mittelmeerraum Kupfer aus Grubenwässern gewonnen. Historisch belegt ist die Kupfergewinnung der Spanier im 18. Jahrhundert am Fluss Rio Tinto durch mikrobielle Laugung sulfidischer Kupfererze. Seit der Entdeckung der Rolle der eisen- und schwefeloxidierenden Bakterien bei der Erzlaugung 1940 wurde die bakterielle Laugung näher untersucht und teilweise eingesetzt. In Kanada wird Uran direkt aus Erzen bioextrahiert, in den USA und in Chile wird Kupfer aus sulfidischen Armerzen und in Südafrika seit 1980 Gold durch Bioleaching gewonnen.

## Ablauf der Biolaugung

### Voraussetzungen
Um eine Biolaugung sinnvoll einsetzen zu können, müssen verschiedene Voraussetzungen erfüllt sein:
- Wasser muss in größeren Mengen leicht verfügbar sein.
- Die Erze müssen von Mikroorganismen oxidierbare Stoffe enthalten (Schwefel, Sulfide, Eisen(II)-Verbindungen). Bei Gesteinen, die arm an Eisen- und Schwefelverbindungen oder elementarem Schwefel sind, können billiges Pyrit (FeS2, Schwefelkies = Eisen(II)-disulfid), elementarer Schwefel, Eisen(II)-sulfat (FeSO4) oder Eisen(III)-sulfat (Fe2(SO4)3) zugegeben werden.
- Da bei der Biolaugung Lösungen mit den zu gewinnenden Metallen in geringen Konzentrationen entstehen, muss dafür eine kostengünstige Möglichkeit zur Extraktion oder Fällung bestehen.
- Wachstumssubstrate für die entsprechenden Mikroorganismen müssen vorhanden sein.

### Bedeutung der Eisen- und Schwefelbakterien
Eisen- und Schwefel-oxidierende Bakterien und Archaeen tragen durch ihre oxidativen Energiestoffwechselprozesse entscheidend dazu bei, schwerlösliche Sulfide wie Kupfereisendisulfid (Kupferkies = Chalkopyrit, CuFeS2) in wasserlösliche auslaugbare Sulfate (Kupfersulfat und Eisen(II)sulfat) umzusetzen.
Der erste und wichtigste Schritt zur Auflösung schwer wasserlöslicher Schwermetallsulfide ist die abiotische Oxidation des Sulfidschwefels durch Eisen(III)-Ionen (Fe3+) zu elementarem Schwefel (S) oder Thiosulfat (S2O32−), wodurch die Schwermetalle als Ionen frei werden und in der wässrigen Lösung gelöst sind. Die Eisen(III)-Ionen werden dabei zu Eisen(II)-Ionen (Fe2+) reduziert. Die Rolle der Eisen- und Schwefel-oxidierenden Bakterien und Archaeen besteht darin, (1) die Eisen(II)-Ionen wieder zu Eisen(III)-Ionen zu reoxidieren und damit für die abiotische Oxidation weiteren Schwermetallsulfids zur Verfügung zu stellen, und (2) den entstandenen elementaren Schwefel bzw. das entstandene Thiosulfat zu Schwefelsäure zu oxidieren, wodurch die wässrige Lösung angesäuert wird und die Auflösung der Schwermetallsulfide begünstigt wird. Durch die abiotische und biotische Oxidation des Sulfids werden also die Schwermetalle aus den Sulfidmineralen als gelöste Ionen frei. Eisen- und Schwefel-oxidierende Bakterien arbeiten auf diese Weise eng zusammen.
Die Schwefelbakterien Acidithiobacillus ferrooxidans (auch Eisen-oxidierend) und Acidithiobacillus thiooxidans, das Eisen-oxidierende Bakterium Leptospirillum ferrooxidans und die Schwefel- und Eisen-oxidierenden Archaeen Acidianus brierleyi und Sulfolobus acidocaldarius sind acidophil (Säure liebend), die Schwefel-Oxidierer erzeugen sogar selbst Schwefelsäure durch Sulfid-, Schwefel- und Thiosulfat-Oxidation. Acidianus brierleyi und Sulfolobus acidocaldarius sind zudem thermophil (hohe Temperaturen liebend). Im Laugungsprozess oxidieren Acidithiobacillus ferrooxidans, Leptospirillum ferrooxidans, Acidianus brierleyi und Sulfolobus acidocaldarius zweiwertiges zu dreiwertigem Eisen, Acidithiobacillus ferrooxidans, Acidithiobacillus thiooxidans, Acidianus brierleyi und Sulfolobus acidocaldarius oxidieren elementaren Schwefel zu Schwefelsäure.

### Chemischer Ablauf

#### Schwermetallsulfid-Minerale
Als erstes wird der Sulfidschwefel der Schwermetallsulfide abiotisch durch dreiwertige Eisenionen (Fe3+) oxidiert, wobei diese zu Eisen(II)-ionen (Fe2+) reduziert werden. Das Oxidationsprodukt ist bei Monosulfiden und Chalkopyrit (CuFeS2) elementarer Schwefel, bei Disulfiden ist Thiosulfat (S2O32−) das Oxidationsprodukt (siehe Gleichungen 1 und 5). Eine Folge dieser Oxidation ist die Freisetzung der Schwermetalle als Kationen, die damit wasserlöslich sind und mit der Laugungsflüssigkeit transportiert werden. Die Schwermetallmobilisierung käme jedoch aus drei Gründen bald zum Erliegen, wenn sich nicht biotische Oxidationen anschließen würden: (1) Es käme zu einem Mangel an Fe3+, das als Oxidans für die abiotische Sulfidschwefeloxidation erforderlich ist, da bald alle Fe3+-Ionen zu Fe2+-Ionen reduziert worden wären. Dem wirkt die mikrobielle Oxidation von Fe2+ zu Fe3+ entgegen. (2) Der gebildete elementare Schwefel würde die Mineraloberflächen bedecken und den Angriff des Fe3+ behindern. Dem wirkt die mikrobielle Oxidation des elementaren Schwefels zu Schwefelsäure entgegen. (3) Der pH-Wert des Milieus würde durch den Verbrauch von H+-Ionen bei der Eisenoxidation (siehe Gleichung 2) ansteigen. Schon bei mittleren pH-Werten bildet Fe3+ mit Wasser schwerlösliche Verbindungen wie beispielsweise Fe(OH)3 und FeOOH und es käme zu einer Verockerung und die Fe3+-Konzentration würde noch weiter sinken. Dem wirkt die mikrobielle Oxidation von elementarem Schwefel und von Thiosulfat entgegen, bei denen H+-Ionen gebildet werden, der pH-Wert also gesenkt wird.
Im Beispiel von Sphalerit (Zinkblende, ZnS) bewirken folgende Oxidationsreaktionen die Mobilisierung von Zink:
(1)   {\displaystyle \mathrm {ZnS+2\ Fe^{\,3+}\longrightarrow Zn^{\,2+}+2\ Fe^{\,2+}+S^{0}} }    abiotisch
(2)   {\displaystyle \mathrm {2\ Fe^{\,2+}+0,5\ O_{2}+2\ H^{+}\longrightarrow 2\ Fe^{\,3+}+H_{2}O} }    mikrobiell (Eisenoxidierer)
(3)   {\displaystyle \mathrm {S^{0}+1,5\ O_{2}+H_{2}O\longrightarrow SO_{4}^{\,2-}+2\ H^{+}} }    mikrobiell (Schwefeloxidierer)
(4) Summe:   {\displaystyle \mathrm {ZnS+2\ O_{2}\longrightarrow Zn^{\,2+}+SO_{4}^{\,2-}} }
Beispiel Pyrit (Schwefelkies, FeS2):
(5)   {\displaystyle \mathrm {FeS_{2}+6\ Fe^{\,3+}+3\ H_{2}O\longrightarrow 7\ Fe^{\,2+}+S_{2}O_{3}^{\,2-}+6\ H^{+}} }    abiotisch
(6)   {\displaystyle \mathrm {6\ Fe^{\,2+}+1,5\ O_{2}+6\ H^{+}\longrightarrow 6\ Fe^{\,3+}+3\ H_{2}O} }    mikrobiell (Eisenoxidierer)
(7)   {\displaystyle \mathrm {S_{2}O_{3}^{\,2-}+2\ O_{2}+H_{2}O\longrightarrow 2\ SO_{4}^{\,2-}+2\ H^{+}} }    mikrobiell (Schwefeloxidierer)
(8) Summe:   {\displaystyle \mathrm {FeS_{2}+3,5\ O_{2}+H_{2}O\longrightarrow Fe^{\,2+}+2\ SO_{4}^{\,2-}+2\ H^{+}} }
Beispiel Chalkopyrit (Kupferkies, CuFeS2):
(9)   {\displaystyle \mathrm {CuFeS_{2}+4\ Fe^{\,3+}\longrightarrow Cu^{\,2+}+5\ Fe^{\,2+}+2\ S_{0}} }    abiotisch
(10)   {\displaystyle \mathrm {4\ Fe^{\,2+}+O_{2}+4\ H^{+}\longrightarrow 4\ Fe^{\,3+}+2\ H_{2}O} }    mikrobiell (Eisenoxidierer)
(11)   {\displaystyle \mathrm {2\ S^{0}+3\ O_{2}+2\ H_{2}O\longrightarrow 2\ SO_{4}^{\,2-}+4\ H^{+}} }    mikrobiell (Schwefeloxidierer)
(12) Summe:   {\displaystyle \mathrm {CuFeS_{2}+4\ O_{2}\longrightarrow Cu^{\,2+}+Fe^{\,2+}+2\ SO_{4}^{\,2-}} }
Der entscheidende primäre Angriff auf die praktisch wasserunlöslichen Schwermetallsulfide ist die abiotische Oxidation mit Fe3+ als Oxidans. Dabei werden die Schwermetalle als wasserlösliche Ionen freigesetzt. Diese abiotische Oxidation verläuft umso effektiver, je größer das Verhältnis von Fe(III)- zu Fe(II)-Ionen ist. Die Umsetzung käme bald zum Erliegen, wenn sich nicht die mikrobielle Eisen- und Schwefeloxidation anschließen würde.
Die Oxidation von elementarem Schwefel, Thiosulfat und Fe2+-Ionen dient den Mikroorganismen als Energiequelle.

#### Uraninit
Uran kommt in der Natur hauptsächlich als das schwer wasserlösliche Uraninit (Pechblende, UO2) vor. Durch abiotische Oxidation mit Fe3+ wird das hierin vierwertige Uran zum sechswertigen Uran oxidiert, das wasserlösliche Uranyl-Ionen (UO2)2+ bildet. Das dabei zu Fe2+ reduzierte Fe3+ wird durch Eisenoxidierer wieder regeneriert.
(13)   {\displaystyle \mathrm {UO_{2}+2\ Fe^{\,3+}\longrightarrow (UO_{2})^{\,2+}+2\ Fe^{\,2+}} }    abiotisch
(14)   {\displaystyle \mathrm {2\ Fe^{\,2+}+0,5\ O_{2}+2\ H^{+}\longrightarrow 2\ Fe^{\,3+}+H_{2}O} }    mikrobiell (Eisenoxidierer)
(15) Summe:    {\displaystyle \mathrm {UO_{2}+0,5\ O_{2}+2\ H^{+}\longrightarrow (UO_{2})^{\,2+}+H_{2}O} }
Da hierbei H+-Ionen verbraucht werden, steigt der pH-Wert an. Das hat zur Folge, dass Fe3+-Ionen zu schwer wasserlöslichen Fe(III)-Verbindungen umgesetzt werden und nicht mehr für die Oxidation von Uraninit zur Verfügung stehen. Es ist deshalb erforderlich, dass der pH-Wert niedrig gehalten wird, durch Zugabe von Säure oder – in der Praxis üblich – durch natürliches Vorhandensein oder Zugabe von Pyrit. Bei der Oxidation des Pyrits entsteht Schwefelsäure (siehe Gleichung 8).

#### Laugung mit heterotrophen Mikroorganismen
Die Laugung mit kohlenstoffheterotrophen Mikroorganismen nutzt deren Fähigkeit zur Bildung gesteinsauflösender Metabolite, vor allem organische Säuren wie Fettsäuren und Citronensäure, zur Produktion von Metabolit-Chelat-Komplexen. Nachteilig bei diesen Laugungsverfahren ist die Notwendigkeit, organische Stoffe als Kohlenstoff- und Energiequelle bereitzustellen.

### Technischer Ablauf
Für die mikrobielle Laugung werden große Mengen von zerkleinertem Erz in Halden aufgeschichtet und von oben mit Wasser besprüht. Während das Wasser durchsickert, vermehren sich die Eisen- und Schwefel-oxidierenden Bakterien und Archaeen innerhalb des feuchten Gesteins. Sie haften an den Oberflächen der Minerale und werden größtenteils durch die Laugungsflüssigkeit nicht ausgetragen. Am Fuß der Halde sickert die metallhaltige Flüssigkeit heraus und wird in Sammelbecken aufgefangen. Deshalb sollte die Halde auf wasserundurchlässigem Untergrund (beispielsweise einer Tonschicht) aufgebaut sein. Die ausgetretene Laugungsflüssigkeit wird wieder auf die Oberfläche der Halde gegeben. Hat sie sich bei ständigem Kreislauf ausreichend mit den gewünschten Schwermetallen angereichert, können diese extrahiert bzw. gefällt werden. Die metallarme Laugungsflüssigkeit wird erneut auf der Halde verteilt.
Die Prozesswärme wird, je nach Wärmeleitfähigkeit des Haldenmaterials, verzögert abgeleitet. Wenn die mikrobielle Oxidation bei günstigen Bedingungen schnell abläuft, erwärmt sich dadurch das Haldenmaterial stark, teilweise bis zu etwa 60 °C. Die Zusammensetzung der Mikroorganismengesellschaft ändert sich bei Erwärmung so, dass thermophile Eisen- und Schwefel-oxidierende Bakterien und Archaeen vorherrschen oder ausschließlich vorhanden sind, und der Laugungsprozess wird weiter beschleunigt.

## Bedeutung des Prozesses
Heute liefern Mikroben gezielt aus großen Armerzmengen Metall. Der Anteil des in den USA, Kanada, Chile, Australien und Südafrika durch bakterielle Laugung erzeugten Kupfers  an der Weltkupferproduktion beträgt ein Viertel. Mehr als 10 % des Goldes sowie 3 % des Kobalts und Nickels werden biotechnisch gewonnen.
Biolaugungsverfahren sind umweltschonender als andere Verhüttungsmethoden. Im Gegensatz zu üblichen Verhüttungsverfahren werden bei der Biolaugung bei richtiger Betriebsführung keine Schadstoffe freigesetzt, allerdings werden prozessbedingt große Mengen schwefelsäurehaltige Prozesswässer produziert, die neutralisiert und von enthaltenen Schwermetallen befreit werden müssen.

## Beispiele

### Kupfergewinnung durch Bioleaching
Kupfer wird überwiegend aus Chalkopyrithaltigen Erzen, die auch Pyrit enthalten, gelaugt. Dabei entsteht Schwefelsäure und das leicht lösliche, blau gefärbte Kupfersulfat. Das Kupfer wird aus der Lösung durch Zementation gewonnen: Die in der Lösung vorliegenden zweiwertigen Kupfer-Ionen (Cu2+) werden mit elementarem Eisen (Schrott) zu elementarem Kupfer reduziert, das ausfällt, Eisen geht dafür in Form zweiwertiger Ionen (Fe2+) in Lösung. Der gestiegene Bedarf und der gleichzeitig abnehmende Bestand an Kupfer führten in den letzten Jahren dazu, dass der Abbau in immer tiefere Zonen vorangetrieben werden musste. Energie und Erschließungskosten stiegen an, so dass das kostengünstigere Bioleaching angewandt wird.

### Urangewinnung durch Bioleaching
Bei der Laugung von Uran aus seinen Mineralen mit vierwertigem Uran, vor allem Uraninit (UO2), wird ebenfalls durch Bakterien und Archaeen aus Pyrit (Schwefelkies, FeS2) oder gelöstem zweiwertigem Eisen (Fe2+) als Oxidans wirkendes ("aggressives") gelöstes dreiwertiges Eisen (Fe3+) erzeugt. Dieses oxidiert Uran zu sechswertigem Uran, das in Uranyl-Ionen ((UO2)2+) vorliegt, die in verdünnter Schwefelsäure gut löslich sind. Auf diese Weise wird Uran in Kanada (Agnew Lake Mine und Denison Mines, Ontario) gewonnen.

### Nützliche Elemente im Weltall
Im Jahr 2020 zeigten Wissenschaftler mit einem Experiment mit unterschiedlichen Schwerkraftumgebungen auf der ISS, dass Mikroorganismen eingesetzt werden könnten, um mittels Bioleaching im Weltraum nützliche Elemente aus Basaltgestein zu gewinnen.

## Sonstiges
Forscher untersuchen, ob Biolaugung möglicherweise in Zukunft im Asteroidenbergbau eingesetzt werden könnte.
Die Biolaugung hat ein hohes Potenzial zur Rückgewinnung von Metallen aus Ascherückständen von Müllverbrennungsanlagen.